# Stawy Brustmana
Stawy Brustmana – dwa połączone kanałem stawy na warszawskich Bielanach, ujęte w gminnej ewidencji zabytków.

## Położenie i charakterystyka
Stawy Brustmana to dwa stawy połączone kanałem leżące po lewej stronie Wisły, w stołecznej dzielnicy Bielany, na obszarze MSI Wawrzyszew. W pobliżu przebiegają ulice: Sándora Petőfiego, Lwa Tołstoja, Honoriusza Balzaka, Williama Szekspira i Wolumen.
Stawy zasilane są stale w wodę, a dopływ i odpływ mają formę cieku. Położone są na wysoczyźnie, na obszarze zlewni Potoku Bielańskiego, w jego bliskim sąsiedztwie. Oba stawy mają z nim połączenie za pomocą podziemnych kolektorów. Woda dopływa od strony bezimiennego stawu położonego na biegu Potoku Bielańskiego o powierzchni 0,14 ha, który znajduje się kilkadziesiąt metrów na południe, a odpływa bezpośrednio do cieku. W okresach niewystarczającego zasilania dopływ realizowany jest z podziemnej studni wybudowanej w 2001 roku.
Powierzchnia stawów wynosi 0,55 (staw wschodni) i 0,47 ha (staw zachodni). Powierzchnia kanału łączącego akweny wynosi 0,0682 ha, a jego szerokość to 8 m. Powierzchnia działek, na których zlokalizowane są stawy, wynosi odpowiednio 0,7111 i 0,6239 ha. Według numerycznego modelu terenu udostępnionego przez Geoportal lustra wody stawów znajdują się na wysokości 98,6 m n.p.m. Identyfikator MPHP stawów to 25971, natomiast łączącego je kanału 275275.
W otoczeniu znajduje się osiedle mieszkaniowe wybudowane w latach 1973–1978 (WSM Wawrzyszew I–VI) zaprojektowane przez Ryszarda Tomickiego, a okolice stawów stanowi obszar z funkcją rekreacyjną. W pobliżu jest też uroczysko, tzw. łączka wawrzyszewska. Na łączącym stawy kanale zbudowano dwa drewniane mostki. Na stawie wschodnim znajduje się pomost.
Są miejscem zimowania ptaków. W przeszłości były także miejscem rozrodu płazów, jednak zmieniło się po umocnieniu brzegów podmurówką.

## Historia
Pochodzenie stawów jest sztuczne. Stanowią pozostałość zalanych wodą glinianek powstałych po eksploatacji iłów plioceńskich, które były surowcem dla cegielni.
Stawy powstały prawdopodobnie ok. 1820, po przejęciu w 1819 tego terenu przez Instytut Agronomiczny w Marymoncie. Wcześniej był on zmelioryzowany, podmokły i stanowił część gruntów należących do dworu hrabiego Podoskiego i folwarku założonego w 1777. W przeszłości istniał również trzeci zbiornik wodny wchodzący w skład kompleksu, jednak został on zasypany, a na jego miejscu zlokalizowano szkołę. 14 maja 1951 rozporządzeniem Rady Ministrów Wawrzyszew został włączony w granice administracyjne Warszawy wraz z resztą gminy Młociny.
Nazwa stawów wywodzi się od jednego z poprzednich właścicieli okolicznych terenów.
Stawy przeszły rewitalizację w 2000. W 2019 zostały włączone do gminnej ewidencji zabytków pod numerem identyfikacyjnym BIE35073.
Według niektórych źródeł, w okresie PRL, w pawilonie pomiędzy stawami, który mieści dyrekcję osiedla, rzekomo miały znajdować się urządzenia zagłuszające nadajniki Radia Wolna Europa.

## Galeria
| - Staw wschodni, widok od północy. Widoczny pomost i aerator - Staw zachodni, widok od wschodu - Kanał łączący stawy, widok od wchodu. Po lewej, za ogrodzeniem, widoczny pawilon dyrekcji osiedla, gdzie w przeszłości miały znajdować się urządzenia zagłuszające - Bezimienny staw na biegu Potoku Bielańskiego na południe od stawów Brustmana, przy ulicy Petőfiego. Widoczne urządzenie wodne będące początkiem dopływu do stawu zachodniego |